# Blixtmeddelande
Blixtmeddelande (engelska: FLASH massage) är ett meddelande av stor betydelse. Begreppet används även som en prioriteringsbeteckning- företrädesrätt - på information ämnad att sändas i svenska militära informationsnätverk, innebärande den näst viktigaste prioriteringen efter alarmmeddelande (betecknas med bokstaven Z).
Blixtmeddelande betecknas med bokstaven Y, men har numera utgått som företrädesrätt (näst högsta företrädesrätt är numera operationsilmeddelande - opil-meddelande - vilken betecknas med bokstaven O).